# Гимназија и економска школа „Јован Јовановић Змај” Оџаци
Гимназија и економска школа „Јован Јовановић Змај“ је гимназија, једна од две средње школе у Оџацима. Основана је 1944. године, а садашње име носи од 1952. године. Налази се у Улици Сомборска број 18. Зграда школе подигнута је 1966. године. Са редовном наставом Гимназија је почела 1. септембра 1990. године.

## Историја

### Оснивање
Крајем децембра школске 1944/45. године у Оџацима је отворена Државна нижа гимназија, која је уписивала 4 разреда средњошколаца и привремено се налазила на месту бивше Грађанске школе. Иако је Други светски рат и даље био у току, прикупљала су се учила и намештај за школу. Школске 1945/46. године, Државна нижа гимназија се претвара у Државну реалну гимназију, која има само шест разреда и која је постојала све до реформе школства 1951/52. године. Премда је школа радила у веома опасним и оскудним временима, често и са минималним условима за рад, она је оправдала своје постојање, и полагано подизала свој углед.

### Гимназија након реформе школства
Године 1952/53. основна школа се трансформише у осмогодишњу и почиње експанзија средњег стручног школовања. IV разред је издвојен из састава гимназије. Он је припао основној школи, која сада има осмогодишње школовање. Уводе се нови предмети: техничко образовање и социологија за оба смера и нацртна геометрија у природно-математичком смеру. Гимназија добија назив "Јован Јовановић Змај". 
Реформа средњошколског образовања већ увелико је заживела и трајала, када се у Оџацима поново отвара гимназија. Испуњавајући све захтеве и услове, које је поставила нова реформа за отварање школе, у Оџацима је поново основана Гимназија "Јован Јовановић Змај". Новооснована гимназија уписује прву генерацију: три одељења првог разреда са 117 ученика. Већ у фебруару 1966. године, ученици су наставу отпочели у новоизграђеним учионицама. Изграђено је 12 учионица и неколико савремених кабинета: кабинет за физику, биологију, хемију и техничко образовање. Настава се одвија у два смера: природно-математички и друштвено-језички.

### Гимназија данас
Са редовном наставом, Гимназија је почела 1. септембра 1990. године у згради на углу Штросмајерове и Сомборске улице број 18, где је Гимназија била и раније, али сада као Гимназија општег смера. Полаже се квалификациони испит из српског језика и математике, а примају се они ученици, који су од могућих 20 бодова освојили по десет из сваког предмета. Рад школског одбора је важан за функционисање свеукупног живота гимназије. Школски одбор је расправљао и одлучивао, о свим питањима из своје законске надлежности, битним за живот и рад школе. Матурски испит полажу редовни ученици, који су успешно завршили четврти разред Гимназије. Уводи се информатика као предмет, и школа добија нови информатички кабинет. Сваке године врше се поправке и реновирање учионица, као и прибављање нових наставних средстава, у складу са могућностима школе. Ученици наше школе од школске 2006/2007. године похађају Гимназију и економску школу "Јован Јовановић Змај", јер су претходне школске године у Школу кренули и економски техничари.

## Промене назива школе
- Државна нижа гимназија
- Државна реална гимназија
- Гимназија "Јован Јовановић Змај"
- Гимназија и економска школа "Јован Јовановић Змај"

## Школска година

### Редовно школовање
Гимназија има само преподневну смену. Током недеље ђаци имају 30-ак часова, у посеку шест дневно, према распореду звоњења. Распоред звоњења не важи само у посебним приликама као што је дан школе, 24. новембар, или посета других школа. Ученици такође могу имати претчас са почетком у 7.45, као и блок наставу која се одржава поподне. Као и у свим српским средњим школама, школска година траје од септембра почетне до јуна наредне године. Једино ученици четврте године школску годину завршавају крајем маја. Школска година је подељена на четири класификациона периода, током којих ученици морају добити бар по две оцене из сваког предмета, и то први (од септембра до новембра), други (од новембра до децембра), трећи (од јануара до марта), и четврти класификациони период (од марта до маја или јуна).

### Ванредно школовање
Школа се бави образовањем ванредних ученика. Испити се организују у четири годишња испитна рока: јануарском, априлском, јунском и августовском. Рад на образовању се остварује у складу са Законом о средњој школи и Статутом школе и Правилником о начину организовања и спровођења испита редовних и ванредних ученика. 

## Образовни смерови

### Општи тип
Образовни смер Општи тип је у трајању од 4 године. Подручје рада је Гимназија.
Ученици Гимназије уче три страна језика. Латински језик, у трајању од две године, док све четири године уче руски и енглески језик.
Завршен општи тип гимназије представља добру основу за остатак школовања, односно упис на било који од факултета.

### Економски техничар
Образовни смер Економски техничар је у трајању од 4 године. Подручје рада је Економија, право и администрација.
Ученици економске школе уче само један страни језик - енглески.
Са завршеним економским смером првенствено добијате солидну могућност да успешно упишете неки од факултета из области економије. 

## Просторије и опремљеност
Образовни и васпитни рад у школи се одвија у учионицама, кабинетима, лабораторијама и школској сали.
Школа располаже са две лабораторије за обављање практичне наставе:
- Лабораторија за хемију
- Лабораторија за физику

Школа има библиотеку са фондом књига који обухвата сву потребну литературу за ученике и професоре. 

## Ваннаставне активности
Поред многобројних секција и додатних настава које организују предметни професори, Гимназија и економска школа Јован Јовановић Змај организује и Сајам науке. Такође хор, оркестар и драмска секција учествују у свим свим школским манифестацијама попут Светог Саве и Дана школе, Руских вечери.

### Сајам науке, културе и спорта
Од 2012. године школа организује Сајам науке на коме ученици Гимназије и економске школе изводе разне огледе из физике, хемије и биологије ученицима основних школа у општини. Сајам је у прве две године трајао само један дан. Поводом 70 година рада школе Сајам науке је проширен и сада се организује као Сајам науке, културе и спорта и отвореног је типа, свако ко је заинтересован може присуствовати Сајму. Сада се сајам одржава током целе недеље и поред огледа из физике, хемије и биологије, сада садржи и предавања из тих предмета. Учешће имају и ученици економске школе који држе предавања из економских предмета. У склопу Сајма се налазе и две књижевне вечери, предавања из историје и географије, као и квиз за ученике основних школа

### Списак секција
- Хор
- Оркестар
- Драмска секција
- Дебатни клуб
- Новинарска секција
- Психолошка секција
- Хемијска секција
- Информатичка секција
- Француска секција

## Ученички парламент
Већ неколико година активан је и ученички парламент који броји око 20 чланова. Редован је учесник акције Средњошколци за средњошколце и сарађује са Унијом Средњошколаца Србије.

## Занимљивости
- Школа је организатор окружних такмичења из физике, математике, српског или историје. Сваке године се барем једно окружно такмичење одржи у школи.

- У школским просторијама се налази и нижа музичка школа, па се једном месечно у свечаној сали организује концерт.